# Anna Mattsson
Anna Charlotte Helene Mattsson, född 30 september 1966, är en svensk författare och översättare.
Sedan debuten 1988 har Mattsson gett ut ett tiotal romaner och diktsamlingar. Hon har även översatt poesi och prosa från färöiska och andra nordiska språk, samt till och från khmer (kambodjanska). Hon har bland annat översatt och introducerat Pippi Långstrump av Astrid Lindgren (kapitelboken från 1945) i Kambodja, liksom ett urval dikter av Edith Södergran. Hon har även arbetat med kulturutbytesprojekt mellan Sverige och Kambodja.

## Priser och utmärkelser
- 1988 - Samfundet De Nio
- 1994 - Göteborgs Stads kulturstipendium
- 2002 – Göteborgs Stads författarstipendium
- 2009 – Sällskapet Gnistan
- 2014 - Årets författare